# 金融犯罪
金融犯罪又稱經濟犯罪，是指发生在金融和經濟领域並违反金融和經濟管理法规的犯罪行為。這些行為有詐騙、医疗欺诈、內線交易、保险欺诈、偷竊、信任骗局、逃稅、賄賂、侵吞、身份盗窃、洗錢以及偽造文書和生产假幣和冒牌货。金融犯罪可能由个人、法人團體或黑社會集团实施。受害者可能包括个人、公司、政府和整个经济体。